# Le Constitutionnel
Le Constitutionnel («Конституционалист») — французское периодическое издание, политический ежедневник, основанный Фуше (1759—1820) в Париже в период наполеоновских Ста дней под названием L’Indépendant (Независимый), и получивший своё окончательное название при Второй реставрации. Основан 29 октября 1815 года.
За свою историю пять раз закрывался, но как орган сплочения либералов, бонапартистов и антиклерикалов каждый раз возрождался под разными названиями, включая «Конституционалист».